# Teen Witch
WITS Academy
Teen Witch (Every Witch Way) ou Jeunes et magiques au Québec est une telenovela américaine en 85 épisodes de 22 minutes créée par Mariela Romero et Catharina Ledeboer, adaptée de la série sud-américaine Grachi, et diffusée entre le 1er janvier 2014 et le 30 juillet 2015 sur Nickelodeon et depuis le 7 juillet 2014 sur YTV au Canada.
En France, la série est diffusée depuis le 16 mars 2015 sur Nickelodeon Teen et au Québec depuis le 26 août 2015 sur VRAK, sous le titre Jeunes et magiques.
Le 25 février 2015, Nickelodeon a annoncé la mise en production d'un spin-off intitulé WITS Academy.

## Synopsis
Emma, une jeune fille de 14 ans, emménage avec son père, Francisco, à Miami, en Floride. Elle tombe amoureuse de Daniel, un jeune garçon, mais quand Maddie, son ex-petite amie, apprend que cela est réciproque, elle ne l’accepte pas et devient l'ennemie de la jeune adolescente.
Les deux filles apprennent, d’autre part, qu’elles possèdent des pouvoirs magiques qu’elles devront apprendre à utiliser avec l’aide de leurs amis afin de faire face à la directrice du lycée, une sorcière encore plus puissante qui a l'ambition de voler tous leurs dons, notamment ceux de l’élue, lors de l’éclipse pour devenir la seule sorcière la plus puissante au monde.

## Fiche technique
- Titre original : Every Witch Way
- Titre français : Teen Witch
- Création : Mariela Romero, Catharina Ledeboer
- Réalisation : Clayton Boen, Leonardo Galavis, Arturo Manuitt, María Eugenia Perera
- Scénario : Sergio Jablon, Catharina Ledeboer, Charlotte Owen, Jeff Sayers, Gloria Shen
- Production : Clayton Boen
- Société de production : Cinemat, Nickelodeon Productions
- Pays : États-Unis
- Langue : anglais
- Format : couleur
- Genre : Comédie fantastique
- Durée : 22 minutes
- Dates de première diffusion :  États-Unis : 1er janvier 2014 ;  France : 16 mars 2015

## Distribution

### Personnages principaux
- Paola Andino (VFB : Sophie Pyronnet) : Emma Alonso
- Nick Merico (VFB : Thibaut Delmotte) : Daniel Miller
- Paris Smith (VFB : Claire Tefnin) : Madeline « Maddie » Van Pelt
- Daniela Nieves (VFB : Nancy Philippot (saisons 1-2) puis Sophie Frison (saison 3-4)) : Andi Cruz
- Tyler Alvarez (VFB : Alessandro Bevilacqua) : Diego Rueda
- Kendall Sanders (VFB : Gauthier de Fauconval) : Tony Myes (saison 1)
- Mavrick Moreno (VFB : Grégory Praet) : Mac Davis (saison 1)
- Autumn Wendel (VFB : Esther Aflalo) : Sophie Johnson
- Denisea Wilson (VFB : Séverine Cayron (saison 1) puis Sophie Frison (saison 2-4)) : Katie Rice
- Rahart Adams (VFB : Nicolas Matthys) : Jax Novoa (saisons 2 à 4)
- Elizabeth Elias (VFB : Mélissa Windal) : Mia Black (saison 3, récurrente saison 4)

### Personnages récurrents
- Jason Drucker : Tommy Miller
- Jackie Frazer : Melanie Miller (saisons 1 à 3)
- Louis Tomeo : Robby Miller
- Katie Barberi (VFB : Monia Douieb) : Ursula Van Pelt
- René Lavan : Francisco Alonso
- Michele Verdi (VFB : Nathalie Hons) : Principale Torres (saison 1, invitée saison 4)
- Rafael de La Fuente (VFB : Alexandre Crépet) : Coach Julio Torres (saison 1)
- Melissa Carcache (VFB : Maia Baran) : Lily
- Whitney Goin : Christine Miller
- Jimmie Berna : Rick Miller (saisons 1 et 2)
- José Odaman : David Sanz (saison 4)
- Isaac Hollingsworth : Mike
- Todd Allen Durkin (VFB : Olivier Cuvellier) : Agamemnon (saisons 2 à 4)
- Mia Matthews (VFB : Fabienne Loriaux) : Desdemona (saisons 2 à 4)
- Lisa Corraro (VFB : Sophie Landresse) : Ramona (saison 2)
- Ethan Estrada : Oscar (saison 3)
- Nicolás James : Hector (saison 3)
- Richard Lawrence O'Bryan: Jake Novoa, père de Jax et Jessie (saison 4)
- Betty Monroe : Liana Woods, mère de Jax et Jessie (saison 4)
- Christian Harb :Boo le garçon lézard (saison 1)

- Version française
  - Sociétés de doublage : Chinkel S.A PARIS (saison 1) puis Lylo Media Group (à partir de la saison 2)
  - Adaptation : Jennifer Lew Kwok Chuen
  - Chargée de postproduction : Mélanie Gabant
  - Direction artistique : Véronique Fyon - Marie Van Ermengem - Monia Douieb
  - Ingénieurs de son: David Davister - Jean-Michel Béranger - Thomas Charlet

## Épisodes
| Saison | Saison     | Épisodes   | États-Unis       | États-Unis       | France          | France          | Belgique         | Belgique          |
| Saison | Saison     | Épisodes   | Début            | Fin              | Début           | Fin             | Début            | Fin               |
| ------ | ---------- | ---------- | ---------------- | ---------------- | --------------- | --------------- | ---------------- | ----------------- |
|        | 1          | 21         | 1er janvier 2014 | 30 janvier 2014  | 16 mars 2015    | 10 avril 2015   | 7 mars 2016      | 29 avril 2016     |
|        | 2          | 25         | 7 juillet 2014   | 8 août 2014      | 2 novembre 2015 | 3 décembre 2015 | 5 septembre 2016 | 7 octobre 2016    |
|        | Spellbound | Spellbound | 26 novembre 2014 | 26 novembre 2014 |                 |                 |                  |                   |
|        | 3          | 21         | 5 janvier 2015   | 30 janvier 2015  | 13 juin 2016    | 8 juillet 2016  | 3 juillet 2017   | 29 septembre 2017 |
|        | 4          | 21         | 6 juillet 2015   | 30 juillet 2015  | TBA             | TBA             | 26 novembre 2018 | 11 janvier 2019   |

### Saison 1 (2014)
| №       | #       | Titre français              | Titre original         | Diffusions française | Diffusions Belge | Diffusions originale | Code de prod |
| ------- | ------- | --------------------------- | ---------------------- | -------------------- | ---------------- | -------------------- | ------------ |
| 1       | 1       | Découverte                  | Discovery              | 16 mars 2015         | 7 mars 2016      | 1er janvier 2014     | 101          |
| 2       | 2       | Le grand sauvetage          | The Big Rescue         | 17 mars 2015         | 14 mars 2016     | 2 janvier 2014       | 102          |
| 3       | 3       | Le grand frisson            | The Big Chill          | 18 mars 2015         | 21 mars 2016     | 3 janvier 2014       | 103          |
| 4       | 4       | Je suis une sorcière        | I'm a Witch            | 19 mars 2015         | 28 mars 2016     | 6 janvier 2014       | 104          |
| 5       | 5       | Combat de sorcières         | Magic Fight Club       | 20 mars 2015         | 4 avril 2016     | 7 janvier 2014       | 105          |
| 6       | 6       | Singeries et compagnie      | Monkey Business        | 23 mars 2015         | 11 avril 2016    | 8 janvier 2014       | 106          |
| 7       | 7       | Singeries et compagnie      | Monkey Business        | 24 mars 2015         | 12 avril 2016    | 9 janvier 2014       | 107          |
| 8       | 8       | Pièges et sortilèges        | Mac-sic-cle            | 25 mars 2015         | 13 avril 2016    | 10 janvier 2014      | 108          |
| 9       | 9       | La tête à l'envers          | I Said, Upside Down    | 26 mars 2015         | 14 avril 2016    | 13 janvier 2014      | 109          |
| 10      | 10      | Il y a pas de lézard        | I-Guana Dance With You | 27 mars 2015         | 15 avril 2016    | 14 janvier 2014      | 110          |
| 11      | 11      | Un amour d'iguane           | I-Guana You Back       | 30 mars 2015         | 18 avril 2016    | 15 janvier 2014      | 111          |
| 12      | 12      | Folle de Beau               | I Heart Beau           | 31 mars 2015         | 19 avril 2016    | 16 janvier 2014      | 112          |
| 13      | 13      | Panthérisée                 | Pantherized            | 1er avril 2015       | 20 avril 2016    | 17 janvier 2014      | 113          |
| 14      | 14      | Andi sort les griffes       | Walk Like a Panther    | 2 avril 2015         | 21 avril 2016    | 21 janvier 2014      | 114          |
| 15      | 15      | Volley-ball                 | Beach Ball             | 3 avril 2015         | 22 avril 2016    | 22 janvier 2014      | 115          |
| 16      | 16      | Le portail                  | Lily Frog              | 6 avril 2015         | 25 avril 2016    | 23 janvier 2014      | 116          |
| Special | Special | Conte de sorcière           | A Witch's Tale         | 4 avril 2015         | 22 avril 2016    | 24 janvier 2014      | 999          |
| 17      | 17      | La grippe magique           | Witches' Flu           | 7 avril 2015         | 26 avril 2016    | 27 janvier 2014      | 117          |
| 18      | 18      | Hexerine au carré           | Hexoren Squared        | 8 avril 2015         | 27 avril 2016    | 28 janvier 2014      | 118          |
| 19      | 19      | L'élue est l'une ou l'autre | Which Witch Is Which?  | 9 avril 2015         | 28 avril 2016    | 29 janvier 2014      | 119          |
| 20      | 20      | L'élue                      | The Chosen One         | 10 avril 2015        | 29 avril 2016    | 30 janvier 2014      | 120          |

### Saison 2 (2014)
| №       | #       | Titre français                | Titre original                   | Diffusions française | Diffusions Belge  | Diffusions originale | Code de prod. |
| ------- | ------- | ----------------------------- | -------------------------------- | -------------------- | ----------------- | -------------------- | ------------- |
| 21      | 1       | Jax, le charmeur              | Jax of Hearts                    | 2 novembre 2015      | 5 septembre 2016  | 7 juillet 2014       | 201           |
| 22      | 2       | Une sorcière en fuite         | Runaway Witch                    | 3 novembre 2015      | 6 septembre 2016  | 8 juillet 2014       | 202           |
| 23      | 3       | Le retour de la tarte magique | Love Pie Redux                   | 4 novembre 2015      | 7 septembre 2016  | 9 juillet 2014       | 203           |
| 24      | 4       | Coup de foudre                | Powers by Proxy                  | 5 novembre 2015      | 8 septembre 2016  | 10 juillet 2014      | 204           |
| 25      | 5       | Lune du chaos                 | The Fool Moon                    | 6 novembre 2015      | 9 septembre 2016  | 11 juillet 2014      | 205           |
| 26      | 6       | Daniel qui ?                  | Daniel Who?                      | 9 novembre 2015      | 12 septembre 2016 | 14 juillet 2014      | 206           |
| 27      | 7       | Impossible                    | No Can Do                        | 10 novembre 2015     | 13 septembre 2016 | 15 juillet 2014      | 207           |
| 28      | 8       | Les loups-garous de Sibérie   | Werewolves in Siberia            | 11 novembre 2015     | 14 septembre 2016 | 16 juillet 2014      | 208           |
| 29      | 9       | La soirée pyjama de l'horreur | The No-Sleep Sleepover           | 12 novembre 2015     | 15 septembre 2016 | 17 juillet 2014      | 209           |
| 30      | 10      | Incontrôlable                 | Outta Hand                       | 13 novembre 2015     | 16 septembre 2016 | 18 juillet 2014      | 210           |
| 31      | 11      | Problème en double            | Double Trouble                   | 16 novembre 2015     | 19 septembre 2016 | 21 juillet 2014      | 211           |
| 32      | 12      | La Brigade des Emma           | The Emma Squad                   | 17 novembre 2015     | 20 septembre 2016 | 22 juillet 2014      | 212           |
| 33      | 13      | La rupture                    | The Breakup                      | 18 novembre 2015     | 21 septembre 2016 | 23 juillet 2014      | 213           |
| 34      | 14      | La reine des esclaves         | Missminion                       | 19 novembre 2015     | 22 septembre 2016 | 24 juillet 2014      | 214           |
| 35      | 15      | Des graines pour Emma         | Emma Wants a Cracker             | 20 novembre 2015     | 23 septembre 2016 | 25 juillet 2014      | 215           |
| 36      | 16      | Oragepocalypse                | Stormageddon                     | 23 novembre 2015     | 26 septembre 2016 | 28 juillet 2014      | 216           |
| 37      | 17      | Le sacrifice                  | About a Wizard                   | 24 novembre 2015     | 27 septembre 2016 | 29 juillet 2014      | 217           |
| 38      | 18      | Amour à la Plage              | Beach Birthday Bash              | 25 novembre 2015     | 28 septembre 2016 | 30 juillet 2014      | 218           |
| 39      | 19      | Un zombie pour petit ami      | Zombie Boyfriend                 | 26 novembre 2015     | 29 septembre 2016 | 31 juillet 2014      | 219           |
| Spécial | Spécial | Il était un sort              | Once Upon A Spell                | 27 novembre 2015     | 30 septembre 2016 | 4 août 2014          | 998           |
| 40      | 20      | Les inséparables              | Andi & Philip, Sittin' in a Tree | 30 novembre 2015     | 3 octobre 2016    | 5 août 2014          | 220           |
| 41      | 21      | Amitié brisée                 | BF-Never                         | 1er décembre 2015    | 4 octobre 2016    | 6 août 2014          | 221           |
| 42      | 22      | Les abysses                   | The Abyss                        | 2 décembre 2015      | 5 octobre 2016    | 7 août 2014          | 222           |
| 43      | 23      | L'alliance                    | I'll Stop the World              | 3 décembre 2015      | 6 octobre 2016    | 8 août 2014          | 223           |
| 44      | 24      | Double problème               | Emma vs. Emma                    | 4 décembre 2015      | 7 octobre 2016    | 8 août 2014          | 224           |

### Spécial (2014)
| №       | #       | Titre original | Diffusions originale | Code de prod. |
| ------- | ------- | -------------- | -------------------- | ------------- |
| Spécial | Spécial | Spellbound     | 26 novembre 2014     | 997           |

### Saison 3 (2015)
| №       | #       | Titre français                          | Titre original          | Diffusions française | Diffusions Belge   | Diffusions originale | Code de prod. |
| ------- | ------- | --------------------------------------- | ----------------------- | -------------------- | ------------------ | -------------------- | ------------- |
| 45      | 1       | Le beachside 7                          | Beachside 7             | 13 juin 2016         | 3 juillet 2017     | 5 janvier 2015       | 301           |
| 46      | 2       | La punition d'Emma                      | Rebel Emma              | 14 juin 2016         | 10 juillet 2017    | 6 janvier 2015       | 302           |
| 47      | 3       | C'est toujours toi                      | Always You              | 15 juin 2016         | 17 juillet 2017    | 7 janvier 2015       | 303           |
| 48      | 4       | Briser les règles                       | Breaking All the Rules  | 16 juin 2016         | 24 juillet 2017    | 8 janvier 2015       | 304           |
| 49      | 5       | L'été sans fin                          | Neverending Summer      | 17 juin 2016         | 7 août 2017        | 9 janvier 2015       | 305           |
| 50      | 6       | Daniel, le mauvais garçon               | Daniel Darko            | 20 juin 2016         | 14 août 2017       | 12 janvier 2015      | 306           |
| 51      | 7       | Le nouveau Daniel                       | No More Mr. Nice Guy    | 21 juin 2016         | 15 août 2017       | 13 janvier 2015      | 307           |
| 52      | 8       | La marque de l'araignée                 | Spider No More          | 22 juin 2016         | 16 août 2017       | 14 janvier 2015      | 308           |
| 53      | 9       | Dos à Dos                               | Back to Back            | 23 juin 2016         | 17 août 2017       | 15 janvier 2015      | 309           |
| 54      | 10      | Le cristal de Caballero                 | El Cristal de Caballero | 24 juin 2016         | 18 août 2017       | 16 janvier 2015      | 310           |
| 55      | 11      | Kanaï vs Kanaï                          | Kanay vs. Kanay         | 27 juin 2016         | 21 août 2017       | 19 janvier 2015      | 311           |
| 56      | 12      | Moi, Invisible                          | Invisible Me            | 28 juin 2016         | 22 août 2017       | 20 janvier 2015      | 312           |
| 57      | 13      | Révélation sur les Kanaï                | The Truth About Kanays  | 29 juin 2016         | 23 août 2017       | 21 janvier 2015      | 313           |
| 58      | 14      | Zombie à la Rescousse                   | Zombie Rescue Team      | 30 juin 2016         | 24 août 2017       | 22 janvier 2015      | 314           |
| Spécial | Spécial | Enchantée pour toujours                 | Enchanted Ever After    | 2 juillet 2016       | 25 août 2017       | 23 janvier 2015      | 996           |
| 59      | 15      | Jax le kangourou                        | Kangaroo Jax            | 1er juillet 2016     | 1er septembre 2017 | 26 janvier 2015      | 315           |
| 60      | 16      | Rébellion                               | Defiance                | 4 juillet 2016       | 8 septembre 2017   | 27 janvier 2015      | 316           |
| 61      | 17      | Le duel des Kanaï                       | Magical Throwdown       | 5 juillet 2016       | 15 septembre 2017  | 28 janvier 2015      | 317           |
| 62      | 18      | La Kanaï contre-attaque                 | The Kanay Strikes Back  | 6 juillet 2016       | 22 septembre 2017  | 29 janvier 2015      | 318           |
| 63      | 19      | Le début d'une nouvelle ère, 1re partie | New Witch Order         | 7 juillet 2016       | 29 septembre 2017  | 30 janvier 2015      | 319           |
| 64      | 20      | Le début d'une nouvelle ère, 2e partie  | New Witch Order         | 8 juillet 2016       | 29 septembre 2017  | 30 janvier 2015      | 320           |

### Saison 4 (2015)
| №       | #       | Titre français                      | Titre original           | Diffusions belge | Diffusions originale | Code de prod. |
| ------- | ------- | ----------------------------------- | ------------------------ | ---------------- | -------------------- | ------------- |
| 65      | 1       | Un monde sans toi                   | A World Without You      | 26 novembre 2018 | 6 juillet 2015       | 401           |
| 66      | 2       | Le voyage du conseil des sorcières  | Road Trippin'            | 27 novembre 2018 | 7 juillet 2015       | 402           |
| 67      | 3       | Déjà dans les clairières            | Ever in the EvergladesIo | 28 novembre 2018 | 8 juillet 2015       | 403           |
| 68      | 4       | Sous l'orage                        | Stuck in a Storm         | 29 novembre 2018 | 9 juillet 2015       | 404           |
| 69      | 5       | Le conte des vies opposées          | A Tale of Two Lives      | 30 novembre 2018 | 10 juillet 2015      | 405           |
| 70      | 6       | Sœurs pour toujours                 | Twisted Sister           | 3 décembre 2018  | 13 juillet 2015      | 406           |
| 71      | 7       | Déjeuner dans la nouvelle cafétéria | Lunch at Lola's          | 4 décembre 2018  | 14 juillet 2015      | 407           |
| 72      | 8       | Visage de singe                     | Monkey Face Emoji        | 5 décembre 2018  | 15 juillet 2015      | 408           |
| 73      | 9       | Le combat final                     | The Final Countdown      | 6 décembre 2018  | 17 juillet 2015      | 409           |
| 74      | 10      | Le nouveau pouvoir de Diego         | Diego's Wipedown         | 7 décembre 2018  | 20 juillet 2015      | 410           |
| 75      | 11      | Il faut aider Diego                 | Diego's Wipedown         | 7 décembre 2018  | 20 juillet 2015      | 411           |
| 76      | 12      | La réunion des Van Pelt             | Van Pelt Reunion         | 10 décembre 2018 | 21 juillet 2015      | 412           |
| 77      | 13      | Retour à la case départ             | Back to Square One       | 11 décembre 2018 | 22 juillet 2015      | 413           |
| 78      | 14      | Le pouvoir de la bouteille          | Power in a Bottle        | 12 décembre 2018 | 23 juillet 2015      | 414           |
| 79      | 15      | Qu'est ce qui se passerait si...    | What If?                 | 13 décembre 2018 | 24 juillet 2015      | 415           |
| Spécial | Spécial | Le pouvoir du charme                | Forever Charmed          | 14 décembre 2018 | 27 juillet 2015      | 993           |
| 80      | 16      | Amiennemies                         | Frenemies                | 7 janvier 2019   | 27 juillet 2015      | 416           |
| 81      | 17      | Arrête Emma                         | Stop Emma                | 8 janvier 2019   | 28 juillet 2015      | 417           |
| 82      | 18      | Maman, je t'adore !                 | Mommie Dearest           | 9 janvier 2019   | 29 juillet 2015      | 418           |
| 83      | 19      | La magie triomphera toujours !      | A Girl's Sacrifice       | 10 janvier 2019  | 30 juillet 2015      | 419           |
| 84      | 20      | La magie triomphera toujours !      | A Girl's Sacrifice       | 11 janvier 2019  | 30 juillet 2015      | 420           |

## Personnages
Emma Alonso
Emma Alonso est une jeune fille pétillante et positive. Dès son arrivée à Miami, elle découvre ses pouvoirs et a du mal à les contrôler au départ. Elle est amoureuse de Daniel et sa meilleure amie est Andi. Elle fait la rencontre de Lily sa gardienne qui lui apprend qu'elle est l'« élue ». Dans la première saison elle devra combattre la principale de son lycée Mlle Torres une méchante sorcière qui transforme les professeurs et les élèves du lycée en crapaud. Elle est trop gentille et honnête parfois naïve, des papillons apparaissent lorsqu'elle est nerveuse. La couleur de l'étincelle qu'elle lance pour faire un sort est de couleur rose
Daniel Miller
Daniel Miller est le garçon le plus beau et populaire du lycée. Il fait la rencontre d'Emma sa nouvelle voisine et il en tombe amoureux. Il est le capitaine de l'équipe des Sharks. Il est contre la tricherie et déteste perdre. Il a deux frères et une sœur qui joue de mauvais tour aux gens lui y compris. Étant d'un tempérament calme et posé, il n'aime pas les intimidations, il adore les jeux vidéo et aime lire des mangas.
Maddie Van Pelt
Maddie Van Pelt est la fille la plus populaire et crainte du lycée. Elle était en couple avec Daniel auparavant et a rompu sans aucune raison. Elle est chef des Panthères et se révèle être une sorcière appartenant à une lignée de très puissantes sorcières. Elle utilise ses pouvoirs pour faire le mal et déteste Emma. Malgré le fait que des choses étranges se produisent tout le temps autour d'elle comme la pluie dans le couloir Maddie n'a jamais été surprise du fait qu'elle ignorait qu'elle possédait des pouvoirs. Dans la saison 2, elle déprime un peu à cause de la perte de ses pouvoirs alors que c'est sa mère qui les possède. Sa relation avec Emma s'améliore un peu dans la mesure où ce n'est pas constamment la guerre ouverte entre elles, lorsqu'elle demande à Emma de l'aider à contrôler ses pouvoirs (quand elle les récupère) ; elle semble accordé un intérêt à Diego même si elle le ne montre pas au grand jour. Katie et Sophie qui en devienne jalouse pendant un moment.La couleur de l'étincelle qu'elle lance pour faire un sort est de couleur vert (parfois un peu bleu)
Andi Cruz
Andi Cruz est une fille qui adore le sport et est très sarcastique. Au fond elle admire l'attitude positive d'Emma. Elle était présente quand Emma a commencé à découvrir ses pouvoirs et essaye de l'aider du mieux qu'elle peut. C'est un membre de l'équipe des Sharks. Elle motive souvent Emma dans tout ce qu'elle fait cependant étant son antithèse elle n'aime pas la mode et prendre soin d'elle. Elle n'a peur de rien, même pas de Maddie. Elle est toujours là pour sa meilleure amie, Emma, et n'a pas peur de prendre des risques pour empêcher quelqu'un de prendre ses pouvoirs. Dans la saison, Andi se confronte à Jax qu'elle considère comme une menace et semble ne pas l'apprécié surtout lorsqu'elle découvre que c'est un sorcier.
Diego Rueda
Diego Rueda est un membre de l'équipe des Sharks. Il découvre petit a petit ses pouvoirs et a du mal à les contrôler. Diego est un ami fidèle. Il déteste la saleté et la nourriture non séchée. Il aime utiliser ses pouvoirs de Churi-Kanaï pour contrôler les éléments comme le vent, le feu, la glace...
Tony Myers (saison 1)
Tony est un magicien amateur. Il est membre des Sharks et à mi-temps fait des numéros de magie. Il a le béguin pour Emma. Il a un look un peu intello et c'est le cerveau de l’équipe des Sharks. Il aime les mathématiques et la magie. C'est un grand copain d'Emma, il est l'une des rares personnes (en dehors d'Andi) à connaitre son secret.
Jax Novoa (saison 2)
Jax est un nouvel élève du Lycée Iridium. Il est aussi un sorcier comme Emma et Maddie, il est tombé amoureux de Emma. Il a un bon fond. La couleur de l'étincelle qu'il lance pour faire un sort est de couleur bleu gris
Mia Black (saison 3)
Mia est une nouvelle élève au Lycée Iridium. Elle est aussi une Churi-Kanaï comme Diego, son but est de faire disparaître les sorcières (surtout Emma). À la fin de la troisième saison, Mia sauve Emma des zombies. Mia a un bon fond mais au début de cette saison Emma va avoir beaucoup de mal à garder Daniel à cause de Mia qui lui tourne autour; et ça ne va pas déplaire à Daniel...
Mac Davis (saison 1)
Mac est membre de l’équipe des Sharks et le meilleur ami de Diego, ils entretiennent une certaine complicité; il sait que Diego a des pouvoirs et l'aide a le contrôler pour en tirer avantage.
Sophie Johnson
Sophie Johnson est l'une des amies de Maddie. Elle n'est pas brillante et dit souvent des bêtises. Elle fait toujours tout ce que Maddie lui dit de faire même si elle n'est pas très maligne. Katie l'aide parfois à ne pas dire de bêtise. Parfois elle se moque maladroitement de Maddie. Contrairement à Maddie et Katie, Sophie ne se montre pas agressive avec Emma. Elle a bon fond comme lorsqu'elle demande à Emma de rendre à Beau sa forme de lézard parce qu'il avait été accidentellement transformé en jeune garçon dont elle était tombé amoureuse. Au début de la 2e saison, elle avait le béguin pour Jax.
Katie Rice
Katie Rice est l'une des plus chic filles du lycée. C'est la chef adjointe des Panthères mais elle rêve secrètement de devenir la chef unique. Elle ne veut pas que Maddie le sache. Katie est très intelligente. Elle n'a pas peur de dire ce qu'elle pense et ne se soucie pas vraiment si Maddie la déteste. Katie aide parfois Sophie à dire des choses qui ont du sens. Elle est souvent la cible des sorts de Maddie pour la punir mais malgré tout Katie reste toujours à ses côtés. C'est la plus intelligente des Panthères ce qui en fait une excellente bras droit pour Maddie lorsqu'il s'agit de concevoir un plan. Elle avait le béguin pour Mac avant qu'il ne parte. Au début de la 2e saison, elle avait le béguin pour Jax.
Gigi Rueda
Gigi Rueda est la sœur de Diego. Elle tient le blog du lycée, son surnom est « la Reine des informations ». Elle est au courant de tout ce qui se passe au Lycée, elle adore les ragots. Au début de la 2e saison, elle avait le béguin pour Jax. Durant la 3e saison, elle tombe amoureuse de Daniel après que Mia s'est transformée en Daniel et la séduit.
Ursula Van Pelt
Ursula Van Pelt est la mère de Maddie. Elle désire secrètement d'avoir les pouvoirs de Maddie. Elle adore inventer des histoires pour pouvoir ensuite se rapprocher du père d'Emma. Dans la 2e saison elle obtient les pouvoirs de Maddie, mais elle ne les garderas pas longtemps.
Desdemona (saison 2)
Desdemona est une puissante sorcière membre du conseil des sorcières. Dans la 2e saison, elle veut détruire le royaume de la magie et devenir la seule sorcière. Cependant, elle a eu ce caractère-là à cause de la lune du chaos mais elle va redevenir normal à la fin de cette saison. Au début de la saison 3, elle envoie Emma au camp d'entraînement parce qu’elle accuse Emma d'avoir abusé de la magie au cours de tout l'été. La couleur de l'étincelle qu'elle lance pour faire un sort est de couleur violette
Agamemnon (saison 2)
Agamemnon est le chef du conseil des sorciers. Dans la saison 2, il dit à Emma qu'elle doit rompre avec Daniel sinon elle perdra ses pouvoirs. Il découvre ensuite que Jax et Emma se sont clonés. Il lui enlève ses pouvoirs comme punition mais pas à Emma. Quand il lance un sort, il fait apparaître une fumé jaune.
Lily
Lily est la gardienne d'Emma et de Jax (dans la 3e saison), elle est membre du conseil des sorcières.